# Леонов, Михаил Алексеевич
Михаил Алексеевич Леонов (1905—1943) — младший сержант Рабоче-крестьянской Красной Армии, участник Великой Отечественной войны, Герой Советского Союза (1944).

## Биография
Михаил Леонов родился в 1905 году на территории современного Татарстана. До войны проживал в деревне Романовка (ныне — посёлок Романовский Топкинского района Кемеровской области). Окончил начальную школу. Служил в Рабоче-крестьянской Красной Армии, в 1933 году был демобилизован, после чего работал в артели. В 1941 году Леонов повторно был призван в армию. С того же года — на фронтах Великой Отечественной войны. Окончил танковую школу.
К октябрю 1943 года младший сержант Михаил Леонов командовал башней танка «Т-34» разведотдела штаба 18-го танкового корпуса 5-й гвардейской танковой армии Степного фронта. Отличился во время освобождения Кировоградской области Украинской ССР. 18 октября 1943 года в ходе боя за село Зелёное Петровского района экипаж лейтенанта Ивана Дунаева, в составе которого был и Леонов, подбил немецкий танк и раздавил 15 автомашин и 146 солдат и офицеров противника. В ходе боя танк был повреждён и загорелся. Бойцы экипажа не покинули горящую машину, а направили её на позиции противника, продолжая сражаться, пока танк не взорвался. Похоронен на месте боя в селе Зелёное.
Указом Президиума Верховного Совета СССР от 10 марта 1944 года за «образцовое выполнение боевых заданий командования на фронте борьбы с немецкими захватчиками и проявленные при этом мужество и героизм» младший сержант Михаил Леонов посмертно был удостоен высокого звания Героя Советского Союза. Также посмертно был награждён орденом Ленина.
В честь Леонова названа улица в Романовском.